# 五反田JPビルディング
五反田JPビルディング（ごたんだジェイピービルディング）は、日本郵政不動産株式会社が開発した東京都品川区西五反田の大型複合ビルである。

## 概要
日本郵政不動産が、自社開発の第一号案件として建設した複合施設で、当地にあったゆうぽうと（旧・東京簡易保険会館）の跡地を再開発して建設された。オフィス、シェアオフィス、ホテル、ホール、商業施設で構成される。ホテル「OMO5東京五反田」は株式会社星野リゾートが運営している。多目的ホールは品川区が区営施設「品川区立五反田産業文化施設」（CITY HALL & GALLERY GOTANDA）として運営している。
近隣の渋谷区では大規模な渋谷再開発が行われ、オフィスが大量に供給されているが、渋谷区は東京都心5区でオフィスの賃料が最も高い。創業間もない企業は赤字が続くことも多く、高額な賃料を払えない。家賃も高騰しており、職住近接の生活をすることも難しい。
一方、五反田のオフィス賃料相場は渋谷よりも安く、オフィスオーナーが個人であるため、入居審査が渋谷ほど厳しくない。また、五反田駅は東海道新幹線が発着する品川駅に近く、都営地下鉄浅草線を利用すれば羽田空港や成田空港にも行ける。このため、2015年頃から起業家が五反田に集まり始め、「五反田バレー」と呼ばれるようになった。2018年には、当地で活動する企業6社によって「一般社団法人 五反田バレー」が設立され、品川区と連携協定を結んで、社会課題解決型ビジネスに挑戦しているスタートアップ企業の育成に力を入れている。しかし、五反田には大規模なオフィスの供給がほとんどなかったため、広いオフィスを見つけられずに五反田から転出した企業もあった。
ESG（サステナビリティ）経営を掲げる日本郵政不動産にとって、「地域社会」への貢献は4つの重点課題（マテリアリティ）の1つであるため、「TOKYO, NEXT CREATION」をコンセプトとする「多様な出会いと交流、新しい価値創造を促す次世代の街の拠点」として当ビルを建設した。基準階約960坪のオフィスとシェアオフィス 「co-lab五反田 with JPRE」を企業に、多目的ホールを品川区に提供し、五反田バレーにおける地域活性化の取り組みを支援している。
環境に配慮したオフィスビル・商業施設を建設するため、2022年9月に日本郵政は初めて社債を発行し、グリーンボンド（ESG債）として売り出した。市場で調達した計350億円は五反田JPビルディングと蔵前JPテラスの開発資金に充当した。

## 建物

### 構造
鉄骨造（一部鉄骨鉄筋コンクリート造）地上20階・地下3階の建物で、旧・ゆうぽうとの地下躯体を空間および構造体として活用することで、建物解体に伴う廃棄物削減、周辺環境配慮、CO2排出抑制、Low-Eガラス、再生水洗浄水利用、太陽光発電など、環境負荷を軽減し、建築環境総合性能評価システム (CASBEE) - 建築認証Sランクを取得する。
事業継続計画（BCP）対応として制震構造を採用している。停電時には最大72時間の電力供給が可能な非常用発電機を備えている。

### フロア構成
地上1階にフードホール「五反田食堂」、2階にシェアオフィス「co-lab五反田 with JPRE」、3階に多目的ホール・ギャラリー「CITY HALL & GALLERY GOTANDA」を配置し、4階から12階がオフィスフロア、13階がオフィス部の屋上エリアで14階から上がホテル 「OMO5東京五反⽥ by 星野リゾート」となっており、地下部分は駐車場エリアとなっている。

### 多目的ホール・ギャラリー
「CITY HALL & GALLERY GOTANDA」のメインホールは、かつてのゆうぽうとホールのようなプロセニアム形ホールではなく、最大収容人数435人の可動席を有するフラットフロアとなっており、会議や講演会、立食パーティー等での利用が想定されている。

施設の紹介
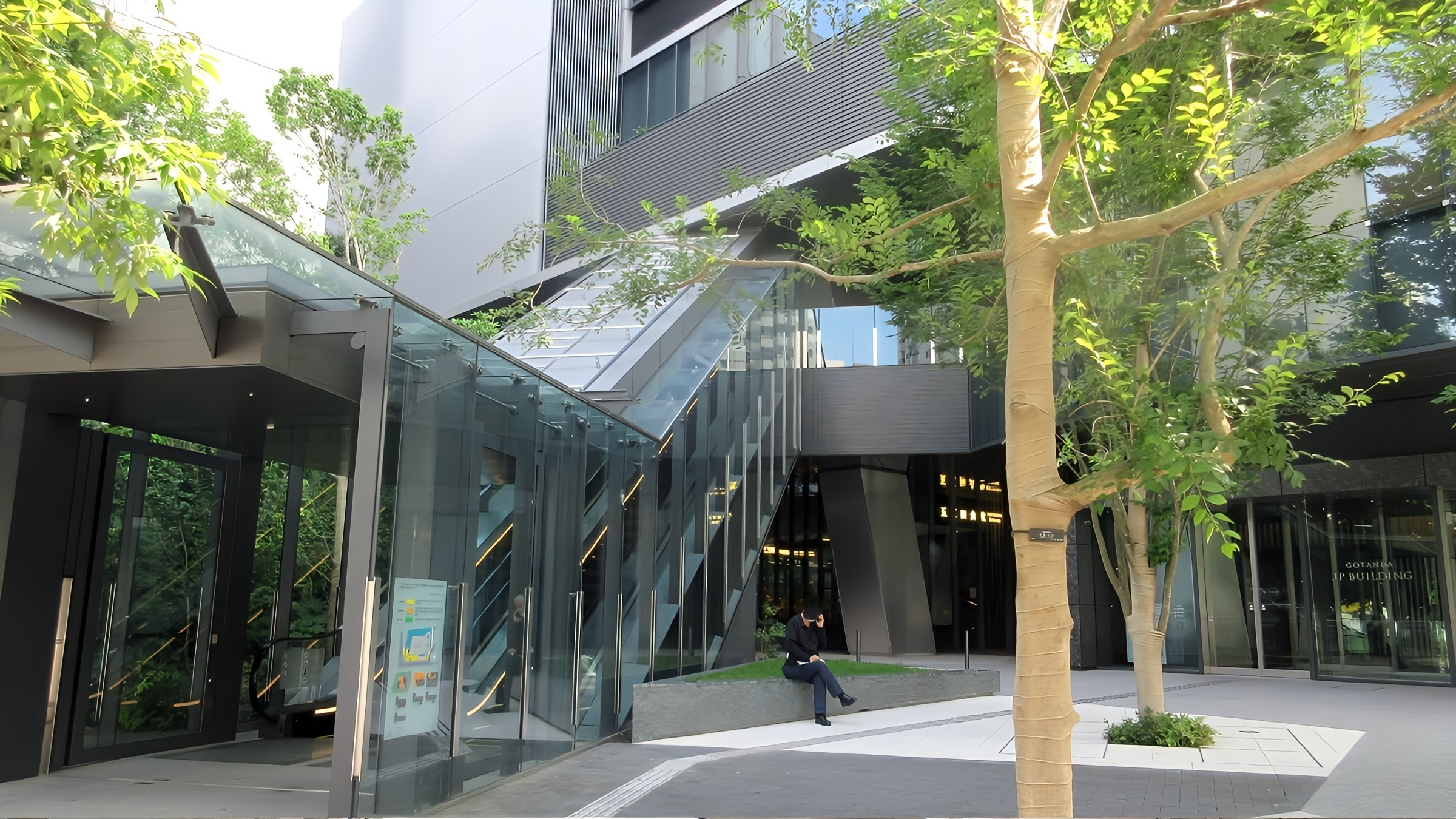
都道418号側エスカレーター
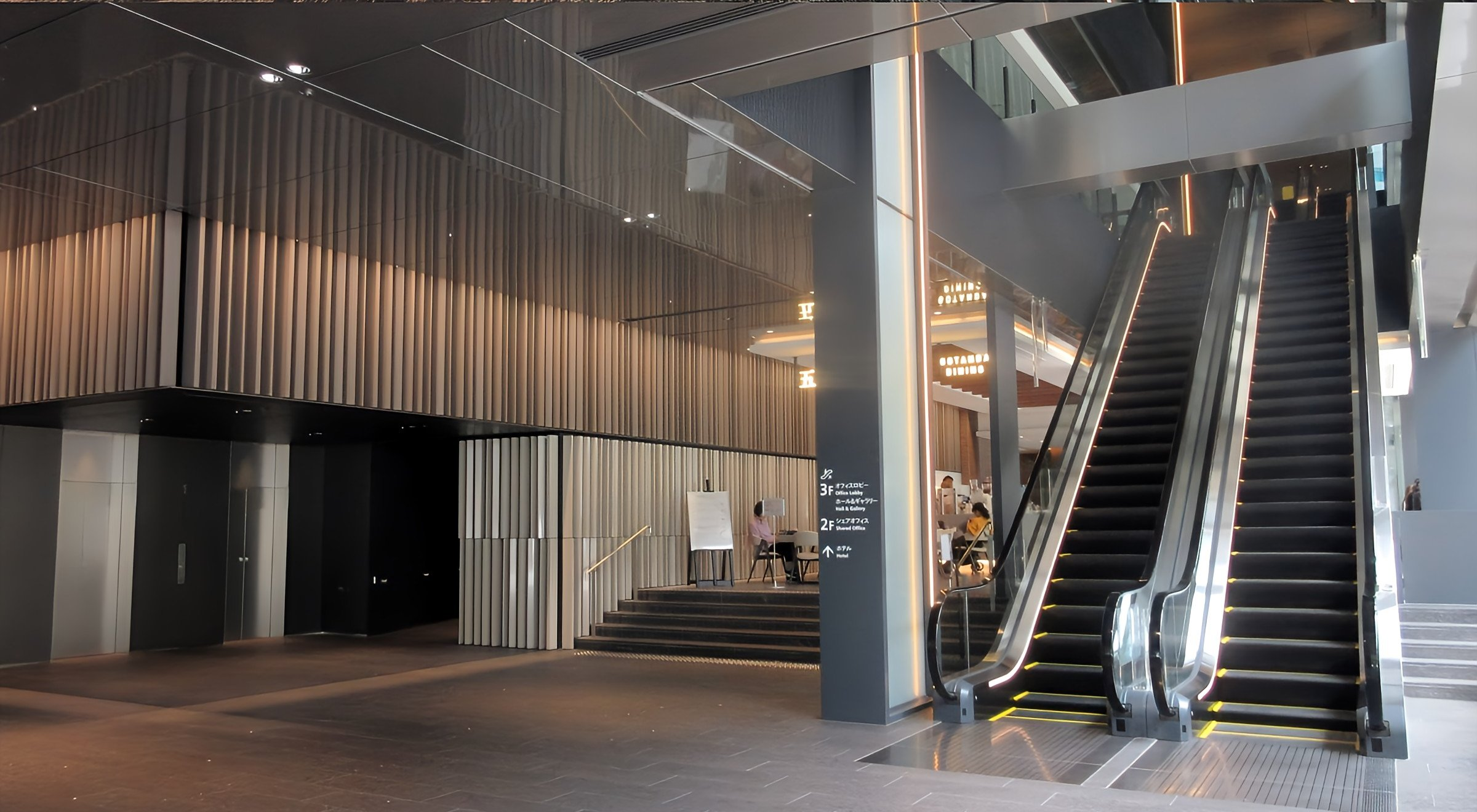
1F フードホール前
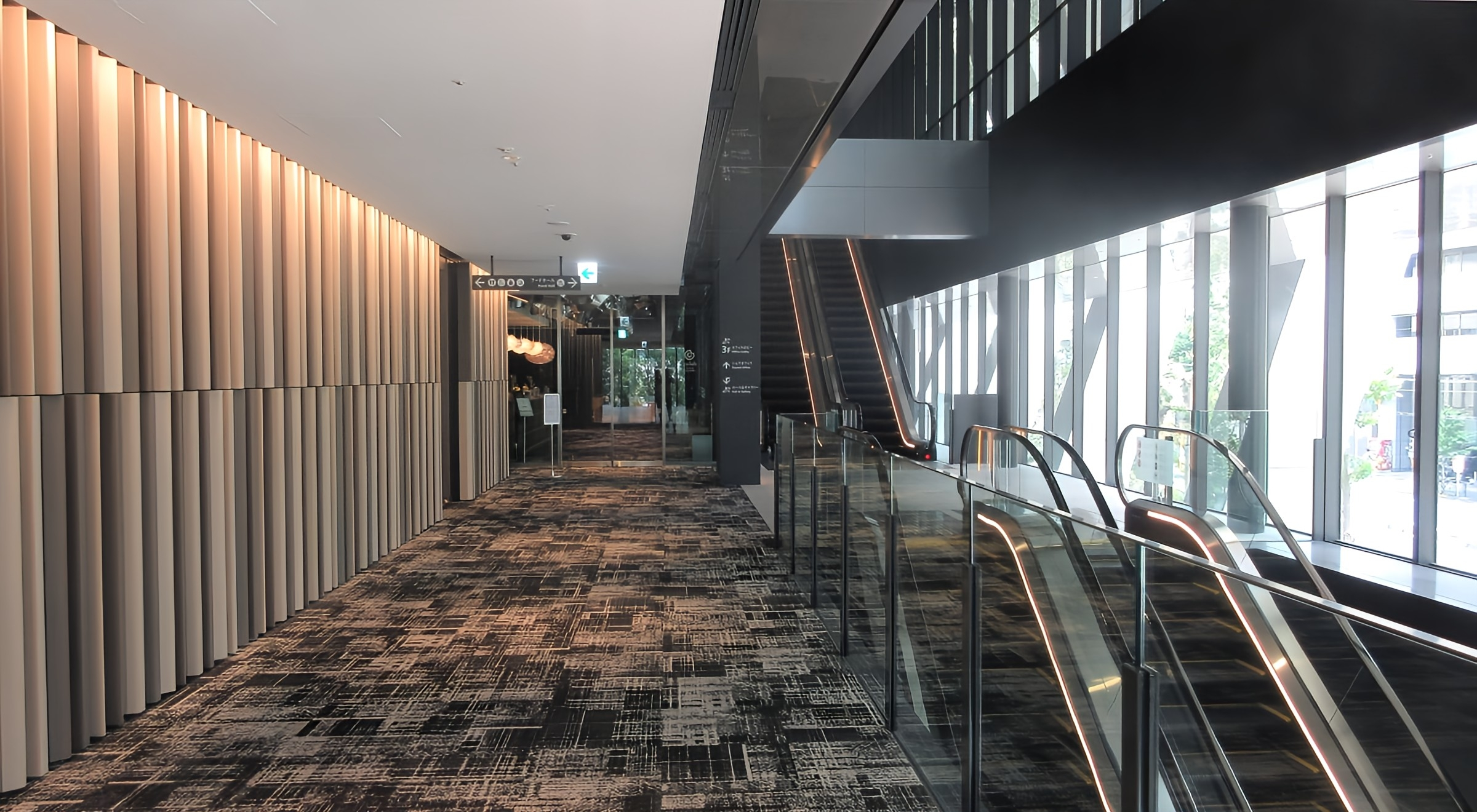
2F シェアオフィス
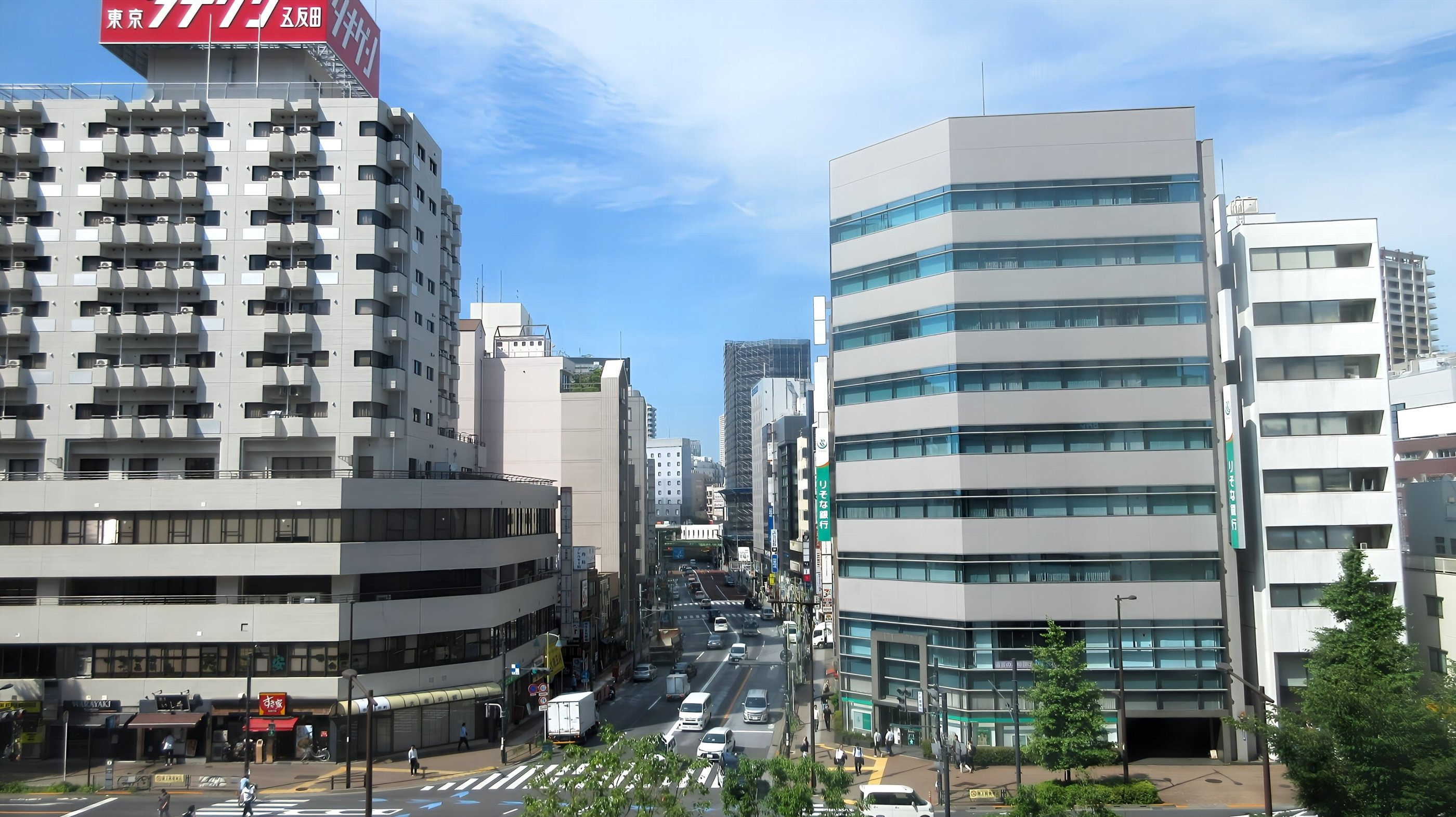
展望窓より五反田駅方向を望む

## 沿革
- 2019年
  - 9月24日 - 日本郵政不動産が大型複合開発「五反田計画」を発表[18]した。
- 2021年
  - 8月10日 - 「五反田計画」の新築工事を着工[19]し、ホテル部分運営者を星野リゾートに決定した[20]。
- 2022年
  - 9月1日 - 日本郵政が社債を発行し、五反田計画の資金を調達した[21][15]。
  - 12月13日 - 「五反田計画」が上棟し、シェアオフィスの運営者を「春蒔プロジェクト株式会社」に決定した[2]。
- 2023年
  - 7月4日 - 建物名称を「五反田JPビルディング」に決定[3][4]した。
  - 12月11日 - 五反田JPビルディングが竣工[22][23]した。
- 2024年
  - 3月14日 - フードホール名称を「五反田食堂」に決定[24]した。
  - 4月11日 - ホテル「OMO5東京五反田 by 星野リゾート」が開業[25]した。
  - 4月26日 -「五反田JPビルディング」が開業した[26]。
  - 5月1日 -「CITY HALL & GALLERY GOTANDA」が開業した[27]。

## 交通
- 東急池上線 - 大崎広小路駅から徒歩約1分
- JR山手線・都営地下鉄浅草線・東急池上線 - 五反田駅から徒歩約5分
- JR山手線・JR埼京線・JR湘南新宿ライン・東京臨海高速鉄道りんかい線 - 大崎駅から徒歩約7分
- 首都高速2号目黒線 - 目黒出入口から山手通り経由約15分